# دودمان گوجوسان
گوجوسان (به هانگول: 고조선؛ به هانجا: 古 朝鮮) که در اصل با نام چوسان قدیم (به هانگول: 조선؛ به هانجا: 朝鮮) شناخته می‌شود، پادشاهی باستانی در شبه‌جزیره کره بود که از ۲۳۳۳ ق.م تا ۱۰۸ ق.م حکومت می‌کرد. پیشوند گو (Go، 고، 古) به معنی «باستانی» به این دلیل مورد استفاده قرار می‌گیرد تا آن را از پادشاهی چوسان جدید که از ۱۳۹۲–۱۸۹۷ میلادی حکومت می‌کرد تمایز دهد.
با توجه به سامگوک یوسا (۱۲۸۱)، گوجوسان در سال ۲۳۳۳ قبل از میلاد توسط دانگون تأسیس شد که به گفته دانگون وی فرزند یک شاهزاده بهشتی و یک ماده خرس بود. اگرچه دانگون یک شخصیت اسطوره‌ای است و برای اثبات او هیچ مدرک مشخصی یافت نشده تأیید اثبات وجود او نقش مهمی در توسعه هویت کره‌ای ایفا کرده است. امروزه روز تأسیس گوجوسان به‌طور رسمی به عنوان روز تأسیس ملی در کره شمالی و کره جنوبی جشن گرفته می‌شود.
برخی منابع باستانی ادعا می‌کنند که در قرن دوازدهم قبل از میلاد یک نجیب‌زاده چینی به نام گیجا (همچنین به نام جیزی یا گیجی نیز شناخته می‌شود)، که جزو خاندان سلطنتی سلسله شانگ چین بود، به شبه‌جزیره کره مهاجرت کرد و گیجا چوسان را تأسیس کرد. این اسطوره امروز به دلیل تناقض با شواهد و مدارک بی‌اعتبار شده است و دیگر بخشی تاریخ اسطوره‌ای کره محسوب نمی‌شود.
نام گوجوسان برای اولین بار در اوایل قرن هفتم قبل از میلاد در منابع چینی ذکر و ثبت شده است. در اوایل، پایتخت گوجوسان در لیائونینگ واقع شده بود؛ در حدود سال ۴۰۰ قبل از میلاد، پایتخت به پیونگ‌یانگ منتقل شد. در حالی که در سده ۳ پیش از میلاد در جنوب شبه‌جزیره کره، دولت جین پدید آمد. آخرین امپراتور گوجوسان اوگو نام داشت.
در سال ۱۰۸ پیش از میلاد، سلسله هان چین به ویمان چوسان حمله و کرد و پس از یک سال مقاومت حکومت گوجوسان سقوط کرد. امپراتوری هان چهار فرمانداری برای اداره قلمرو گوجوسان تأسیس کرد. این مناطق بعداً تا سال ۳۱۳ میلادی توسط گوگوریو فتح شد.
مؤسس این دودمان قدرتمند در سال ۲۳۳۳ قبل از میلاد دانگون اول نام داشت که پایتختش وانگئون سئونگ بود. آخرین امپراتور چوسان، اوگو نام داشت.
این دودمان با کمک ارتش نیرومندش ۲۰۰۰ سال بر شبه‌جزیره کره، شمال شرق چین و محدوده لیائودونگ حکومت کرد.

## فهرست پادشاهان گوجوسان

### فرمانروایان اسطوره‌ای اولیه

#### دانگون چوسان
==== گیجا چوسان ===={| class="wikitable sortable"
|-
! شماره
!نگاره!! نام شاه!! هانجا\هانگول!! دوره حکومت (قبل از میلاد)
|-
| ۱
|||دانگون وانگ گئوم|| 단군왕검
檀君王儉
| ۲۳۳۳–? قبل از میلاد
|-

#### گیجا چوسان[۶]
| شماره | نگاره | نام پیش از پادشاهی | نام     | هانجا\هانگول      | دوران پادشاهی                         |
| ----- | ----- | ------------------ | ------- | ----------------- | ------------------------------------- |
| ۱     |       | جیزی               | گیجا    | 기자 箕子         | ۱۱۲۲(?)–? قبل از میلاد                |
| ۲     |       | جانگ هیه           | سونگ    | 莊惠王 （장혜왕） | ۱۰۸۲ قبل از میلاد －۱۰۵۷ قبل از میلاد |
| ۳     |       | گیونگ هیو          | سان     | 敬孝王 （경효왕） | ۱۰۵۷ قبل از میلاد －۱۰۳۰ قبل از میلاد |
| ۴     |       | گونگ جیونگ         | باک     | 恭貞王 （공정왕） | ۱۰۳۰ قبل از میلاد －۱۰۰۰ قبل از میلاد |
| ۵     |       | مونمو              | چه آن   | 文武王 （문무왕） | ۱۰۰۰ قبل از میلاد －۹۷۲ قبل از میلاد  |
| ۶     |       | تااِوونگ            | گونگ    | 太原王 （태원왕） | ۹۷۲ قبل از میلاد－۹۶۸ قبل از میلاد    |
| ۷     |       | گی یِنگ چانگ        | چانگ    | 景昌王 （경창왕） | ۹۶۸ قبل از میلاد －۹۵۷ قبل از میلاد   |
| ۸     |       | هیونگ پیونگ        | چه آک   | 興平王 （흥평왕） | ۹۵۷ قبل از میلاد －۹۴۳ قبل از میلاد   |
| ۹     |       | چی اوروی           | جو      | 哲威王 （철위왕） | ۹۴۳ قبل از میلاد－۹۲۵ قبل از میلاد    |
| ۱۰    |       | سیون هیه           | سوک     | 宣惠王 （선혜왕） | ۹۲۵ قبل از میلاد－۸۹۶ قبل از میلاد    |
| ۱۱    |       | آیی یانگ           | سا      | 誼襄王 （의양왕） | ۸۹۶ قبل از میلاد－۸۴۳ قبل از میلاد    |
| ۱۲    |       | مون هیه            | ریون    | 文惠王 （문혜왕） | ۸۴۳ قبل از میلاد－۷۹۳ قبل از میلاد    |
| ۱۳    |       | سئونگ دئوک         | وول     | 盛德王 （성덕왕） | ۷۹۳ قبل از میلاد－۷۷۸ قبل از میلاد    |
| ۱۴    |       | دو هویی            | جیک     | 悼懷王 （도회왕） | ۷۷۸ قبل از میلاد －۷۷۶ قبل از میلاد   |
| ۱۵    |       | مونیول             | یو      | 文烈王 （문열왕） | ۷۷۶ قبل از میلاد－۷۶۱ قبل از میلاد    |
| ۱۶    |       | چانگ گوک           | موک     | 昌国王 （창국왕） | ۷۶۱ قبل از میلاد －۷۴۸ قبل از میلاد   |
| ۱۷    |       | موسیونگ            | پی یانگ | 武成王 （무성왕） | ۷۴۸ قبل از میلاد － ۷۲۲ قبل از میلاد  |
| ۱۸    |       | جیونگ گی یئونگ     | گول     | 貞敬王 （정경왕） | ۷۲۲ قبل از میلاد － ۷۰۳ قبل از میلاد  |
| ۱۹    |       | ناک سیونگ          | هو      | 樂成王 （낙성왕） | ۷۰۳ قبل از میلاد －۶۷۵ قبل از میلاد   |
| ۲۰    |       | هیوجونگ گوجوسان    | جون     | 孝宗王 （효종왕） | ۶۷۵ قبل از میلاد －۶۵۸ قبل از میلاد   |
| ۲۱    |       | چیولو              | هیو     | 天老王 （천효왕） | ۶۵۸ قبل از میلاد－۶۳۴ قبل از میلاد    |
| ۲۲    |       | سودو               | یانگ    | 修道王 （수도왕） | ۶۳۴ قبل از میلاد－۶۱۵ قبل از میلاد    |
| ۲۳    |       | هوییانگ            | آی      | 徽襄王 （휘양왕） | ۶۱۵ قبل از میلاد－۵۹۴ قبل از میلاد    |
| ۲۴    |       | بونگیل             | چه آم   | 奉日王 （봉일왕） | ۵۹۴ قبل از میلاد－۵۷۸ قبل از میلاد    |
| ۲۵    |       | دئوک چانگ          | گون     | 德昌王 （덕창왕） | ۵۷۸ قبل از میلاد－۵۶۰ قبل از میلاد    |
| ۲۶    |       | سوسیونگ            | سوک     | 寿聖王 （수성왕） | ۵۶۰ قبل از میلاد－۵۱۹ قبل از میلاد    |
| ۲۷    |       | یئونگ گیول         | یو      | 英傑王 （영걸왕） | ۵۱۹ قبل از میلاد－۵۰۳ قبل از میلاد    |
| ۲۸    |       | ایل مین            | گانگ    | 逸民王 （일민왕） | ۵۰۳ قبل از میلاد －۴۸۶ قبل از میلاد   |
| ۲۹    |       | جی سه              | هون     | 濟世王 （제세왕） | ۴۸۶ قبل از میلاد－۴۶۵ قبل از میلاد    |
| ۳۰    |       | چیونگ گوک          | پیوک    | 清国王 （청국왕） | ۴۶۵ قبل از میلاد－۴۳۲ قبل از میلاد    |
| ۳۱    |       | دو گوک             | جئونگ   | 導国王 （도국왕） | ۴۳۲ قبل از میلاد－۴۱۳ قبل از میلاد    |
| ۳۲    |       | هیوک سیونگ         | جیل     | 赫聖王 （혁성왕） | ۴۱۳ قبل از میلاد－۳۸۵ قبل از میلاد    |
| ۳۳    |       | هو آرا             | وای     | 謂 （위）         | ۳۸۵ قبل از میلاد－۳۶۹ قبل از میلاد    |
| ۳۴    |       | سه اولمون          | ها      | 說文王 （설문왕） | ۳۶۹ قبل از میلاد －۳۶۱ قبل از میلاد   |
| ۳۵    |       | گی یئونگ سون       | ها      | 慶順王 （경순왕） | ۳۶۱ قبل از میلاد －۳۴۲ قبل از میلاد   |
| ۳۶    |       | گادیوک             | هو      | 嘉德王 （가덕왕） | ۳۴۲ قبل از میلاد －۳۱۵ قبل از میلاد   |
| ۳۷    |       | سامنو              | اوک     | 三老王 （삼효왕） | ۳۱۵ قبل از میلاد－۲۹۰ قبل از میلاد    |
| ۳۸    |       | هی یئون مون        | سوک     | 顯文王 （현문왕） | ۲۹۰ قبل از میلاد－۲۵۱ قبل از میلاد    |
| ۳۹    |       | جانگ پی یئونگ      | یان     | 章平王 （장평왕） | ۲۵۱ قبل از میلاد－۲۳۲ قبل از میلاد    |
| ۴۰    |       | بو                 | بو      | 宗統王 （종통왕） | ۲۳۲ قبل －۲۲۰ قبل از میلاد            |
| ۴۱    |       | جون                | جون     | 哀王 （애왕）     | ۲۲۰ قبل از میلاد－۱۹۵ قب از میلاد     |

#### دورهٔ جانگ دانگیونگ
| شماره | نام امپراتور | به کره‌ای      | دوره حکومت (قبل از میلاد) |
| ----- | ------------ | ------------- | ------------------------- |
| ۴۴    | گومول        | 구물 丘勿     | ۴۲۵–۳۹۶                   |
| ۴۵    | یورو         | 여루 余婁     | ۳۹۶–۳۴۱                   |
| ۴۶    | بوئیول       | 보을 普乙     | ۳۴۱–۲۹۵                   |
| ۴۷    | گویولگا      | 고열가 古列加 | ۲۹۵–۲۳۷                   |

### ویمن چوسان
| شماره | نام                 | هانگول\هانجا  | مدت پادشاهی        |
| ----- | ------------------- | ------------- | ------------------ |
| ۱     | ویمن                | 위만 衛滿     | ۱۹۴–? قبل از میلاد |
| ۲     | ناشناس (فرزند ویمن) | ناشناس        | ?–?                |
| ۳     | اوگو                | 우거왕 右渠王 | ?–۱۰۸ قبل از میلاد |